# Rubus gulosus
Rubus gulosus är en rosväxtart som beskrevs av Liberty Hyde Bailey. Rubus gulosus ingår i släktet rubusar, och familjen rosväxter. Inga underarter finns listade i Catalogue of Life.